# Чубаров, Владимир Васильевич
Владимир Васильевич Чубаров (1908—1989) — советский инженер, начальник Октябрьской железной дороги. Герой Социалистического Труда (1974).

## Биография
Родился 19 июля 1908 года[по какому календарю?] на территории современной Брянской области.
С 1926 года в возрасте восемнадцати лет начал трудовую свою деятельность в качестве чернорабочего. С 1930 по 1935 годы проходил обучение в Ленинградском институте инженеров железнодорожного транспорта, получив квалификацию инженера по эксплуатации железных дорог. С 1935 по 1941 годы работал на инженерных должностях на Московско-Донбасской и Московско-Октябрьской железных дорогах<.
С 1941 года после начала Великой Отечественной войны был назначен руководителем железнодорожных служащих по строительству противотанковых ограждений для защиты города Ленинграда. С 1942 по 1943 годы был заместителем начальника Ладожского железнодорожного узла. С 1945 по 1955 годы работал на инженерно-административных постах на Ленинград-Витебском и Ленинград-Московском отделениях Октябрьской железной дороги.
С 1955 по 1959 годы работал в должности начальника станции Ленинград-Сортировочный-Московский; 21 июня 1957 года Указом Президиума Верховного Совета СССР «за выдающиеся трудовые достижения» был награждён Орденом Трудового Красного Знамени.
С 1959 по 1963 годы был руководителем Ленинград-Московского отделения Октябрьской железной дороги; 1 августа 1959 года Указом Президиума Верховного Совета СССР «за выдающиеся трудовые достижения» был награждён Орденом Ленина.
С 1963 по 1967 годы работал в должности первого заместителя начальника, с 1967 по 1977 годы, в течение десяти лет, В. В. Чубаров был руководителем Октябрьской железной дороги.
16 января 1974 года Указом Президиума Верховного Совета СССР «за выдающиеся успехи в выполнении и перевыполнении планов 1973 года и принятых социалистических обязательств» В. В. Чубаров был удостоен звания Героя Социалистического Труда с вручением Ордена Ленина и золотой медали «Серп и Молот».
Помимо основной деятельности занимался и общественно-политической работой: был депутатом Ленинградского городского исполнительного комитета Совета депутатов трудящихся и членом Ленинградского областного комитета КПСС.
В 1977 году вышел на пенсию. С 1978 года был одним из организаторов и первым руководителем Центрального музея истории Октябрьской железной дороги, был одним из создателей Музея железнодорожной техники, которому затем было присвоено его имя.
Скончался в 1989 году в Ленинграде, похоронен на Серафимовском кладбище.

## Награды
- Медаль «Серп и Молот» (16.01.1974)
- Орден Ленина (01.08.1959, 16.01.1974)
- Орден Октябрьской революции (04.05.1971)
- Орден Трудового Красного Знамени (21.06.1957)
- Две Золотые медали ВДНХ
- Почётный железнодорожник